# Materiale motore delle Ferrovie Federali Svizzere
Questa pagina contiene una lista dei gruppi di locomotive e automotrici che sono state immatricolate nel parco delle Ferrovie Federali Svizzere (FFS) dalla loro costituzione nel 1902.

## Locomotive a vapore
| Gruppo   | Gruppo      | Origine                   | Costruttore                                          | Anno             | Quantità | In servizio | vmax (km/h) | Potenza (kW) | Radiazione | Note |
| Serie    | Numerazione | Origine                   | Costruttore                                          | Anno             | Quantità | In servizio | vmax (km/h) | Potenza (kW) | Radiazione | Note |
| -------- | ----------- | ------------------------- | ---------------------------------------------------- | ---------------- | -------- | ----------- | ----------- | ------------ | ---------- | --- |
| A 2/4    | 101–130     | JS 101–130                | SLM                                                  | 1892–1896        | 30       | –           | 90          |              | 1917–1926  | |
| A 2/4    | 151–175     | NOB 101–125               | SLM                                                  | 1898–1906        | 50       | –           | 90          |              | 1917–1925  | |
| A 2/4    | 176–200     |                           | SLM                                                  | 1898–1906        | 50       | –           | 90          |              | 1917–1925  | |
| A 2/4    | 401–415     | SCB 251–265               | SLM                                                  | 1897–1903        | 20       | –           | 90          |              | 1923       | |
| A 2/4    | 416–420     |                           | SLM                                                  | 1897–1903        | 20       | –           | 90          |              | 1923       | |
| A 3/5    | 501–502     |                           | SLM                                                  | 1907             | 2        | –           | 100         | 1100         | 1933       | Dotate di surriscaldatore |
| A 3/5    | 601–602     |                           | SLM                                                  | 1907             | 2        | –           | 100         | 1100         | 1937       | Locomotive compound a quattro cilindri a vapore surriscaldato |
| A 3/5    | 603–649     |                           | SLM                                                  | 1910–1915        | 47       | –           | 100         | 1100         | 1937–1946  | Locomotive compound a quattro cilindri a vapore surriscaldato |
| A 3/5    | 651–652     |                           | SLM                                                  | 1907             | 2        | –           | 100         | 1100         | 1923       | Locomotive compound a quattro cilindri a vapore saturo e caldaia Brotan, rinumerate 810-811 nel 1913 |
| A 3/5    | 701–702     | JS 231–232                | SLM                                                  | 1902–1909        | 109      | 1           | 100         | 809          | 1926–1964  | Locomotive compound a quattro cilindri a vapore saturo, successivamente ricostruite con surriscaldatore; 705 conservata come rotabile storico |
| A 3/5    | 703–809     |                           | SLM                                                  | 1902–1909        | 109      | 1           | 100         | 809          | 1926–1964  | Locomotive compound a quattro cilindri a vapore saturo, successivamente ricostruite con surriscaldatore; 705 conservata come rotabile storico |
| A 3/5    | 810–811     |                           | SLM                                                  | 1907             | 2        | –           | 100         | 1100         | 1923       | Locomotive compound a quattro cilindri a vapore saturo e caldaia Brotan, ex 651-652 |
| A 3/5    | 901–930     | GB 201–230                | SLM                                                  | 1894–1905        | 30       | –           | 90          |              | 1923–1927  | |
| A 3/5    | 931–938     | GB 931–934 GB 935–938     | Maffei 2727–2730 SLM 1892–1895                       | 1908             | 8        | –           | 90          |              | 1925       | |
| B 2/3    | 1071–1072   | VSB 45–46                 | VSB                                                  | 1876             | 2        | –           | 75          |              | 1903       | Con tender monoassiale tipo Engerth |
| B 2/3    | 1074–1079   | JS 74–79                  | AKCM 1085–87, 1277, 78, 76                           | 1868, 1870       | 6        |             |             |              | 1904–1907  | |
| B 2/3    | 1080–1082   | JS 80–82                  | SACM 2481–83                                         | 1875             |          |             |             |              | 1903       | |
| B 2/3    | 1161–1190   | NOB 51–80                 | SLM                                                  |                  |          |             |             |              |            | |
| B 3/4    | 1301–1369   |                           | SLM                                                  | 1905–1916        | 69       | 1           | 75          | 730          | 1934–1964  | 1367 conservata come rotabile storico |
| B 3/4    | 1421–1424   | JS 201–204                | SLM                                                  |                  |          |             |             |              |            | |
| B 3/4    | 1431–1452   | NOB 171–192               | SLM                                                  |                  |          |             |             |              |            | |
| B 3/4    | 1461–1467   | SCB 111–117               | SCB 45–51                                            | 1887–89          | 7        | 0           |             |              | 1917       | Cedute alla Deutsche Heeresbahn |
| B 3/4    | 1471–1485   | SCB 201–201 211–215       | SACM 4420–29 SLM 1001–05                             | 1892 1896        | 15       | 0           |             |              | 1925       | |
| B 3/4    | 1486–1495   | SCB 216–225               | SLM 1253–62                                          | 1900             | 10       | 0           |             |              | 1926–28    | |
| B 3/4    | 1561–1578   | JS 205–222                | SLM                                                  |                  |          |             |             |              |            | |
| B 3/4    | 1581–1595   | VSB 101–115               | SLM                                                  |                  |          |             |             |              |            | |
| B 3/4    | 1601–1675   | JS 301–375                | SLM                                                  | 1896–1907        | 147      | –           | 75          | 662          | 1923–1945  | Locomotive compound a tre cilindri |
| B 3/4    | 1676–1747   |                           |                                                      | 1896–1907        | 147      | –           | 75          | 662          | 1923–1945  | Locomotive compound a tre cilindri |
| C 2/2    | 2151–2193   | NOB 207–249               | Krauss/MFE                                           | 1872–76          | 43       | 0           |             |              | 1904–1917  | |
| C 2/3    | 2219–2220   | GB 19–20                  | Karlsruhe 1068–69                                    | 1883             | 2        | 0           |             |              | 1911, 13   | |
| C 3/3    | 2401...2416 | JS 404...431              | AKCM, SACM                                           |                  |          |             |             |              |            | |
| C 3/3    | 2421–2448   | NOB 323–326 327–350       | SLM 571–74 MFE 1263–68, 1445–52, 1502–07, 43–46      | 1889 1873–76     |          |             |             |              |            | |
| C 3/3    | 2451–2470   | VSB 1–20                  | Escher-Wyss, MFE                                     | 1855–59          | 20       | 0           |             |              | 1903–31    | |
| C 3/3    | 2481–2487   | VSB 151–154 155–157       | Chemnitz 1814–17 SLM 1070–72                         | 1892 1897        | 7        | 0           |             |              | 1915–24    | |
| C 4/5    | 2601–2619   |                           | SLM                                                  | 1907–1912        | 19       | –           | 65          |              | 1930–1935  | Locomotive compound a quattro cilindri |
| C 4/5    | 2701–2732   |                           | SLM                                                  | 1904–1906        | 32       | –           | 65          | 772          | 1931–1963  | Locomotive compound a quattro cilindri |
| C 4/5    | 2801–2808   | GB 2801–2808              | Maffei 2576–83                                       | 1906             | 8        | 0           | 65          |              | 1925       | Locomotive compound a quattro cilindri con surriscaldatore Clench, dal 1913–16 a vapore surriscaldato |
| C 5/6    | 2901–2902   |                           | SLM                                                  | 1913             | 2        | –           | 65          |              | 1933       | Locomotive a quattro cilindri a vapore surriscaldato |
| C 5/6    | 2951–2978   |                           | SLM                                                  | 1913–1917        | 28       | 1           | 65          | 1074         | 1954–1968  | «Elefant», locomotive compound a quattro cilindri a vapore surriscaldato; 2978 conservata come rotabile storico |
| D 2/2    | 3094–3099   | NOB 355–360               | Maffei                                               | 1864             | 6        | 0           | 55          |              | 1905–1906  | |
| D 3/3    | 3351–3399   | JS 501…555                | vari                                                 | 1858–1892        | 49       | –           | 50          |              | 1897-1925  | |
| D 3/3    | 3401–3416   | NOB 361–376               | SLM                                                  | 1891–95          | 16       | 0           |             |              | 1911–1923  | In parte cedute alla MÁV |
| D 3/3    | 3421–3425   | JS 561–565                | SLM                                                  | 1890             | 5        | 0           |             |              | 1916       | In parte cedute alla MÁV |
| D 3/3    | 3441...3446 | GB 41–46                  | Krauss 414–17, Karlsruhe 917–18                      | 1874–76          | 4        |             |             |              | 1906–1912  | Locomotive 43 e 44 radiate prima del passaggio alle FFS |
| D 3/3    | 3451–3483   | GB 51–66 GB 67–83         | MFE 1845–60 SLM 633–34, 653–55, 819–25, 930–34       | 1881–82 1890–95  | 33       | 0           |             |              | 1912–1925  | In parte cedute a MÁV e CFR |
| D 3/3    | 3601–3618   | NOB 377–394               | SLM                                                  | 1897–1900        | 18       | 0           |             |              | 1925–1927  | |
| D 3/3    | 3619–3624   |                           | SLM                                                  | 1902             | 6        | 0           |             |              | 1927       | |
| D 3/3    | 3699        | JS 502                    | Cail/SOS                                             | 1858/1888        | 1        | 0           |             |              | 1913       | |
| D 4/4    | 4001–4005   | GB 141–145                | SLM 1391–95                                          | 1901             | 5        | –           | 45          |              | 1926–1928  | |
| D 4/4    | 4101–4136   | GB 101–131 132–136        | Maffei 1262–76, 1301–08, 1410–13, 1543–46 SLM 939–43 | 1882–1890 1895   | 36       | –           | 45          |              | 1912–1923  | In parte cedute a MÁV e SEK |
| D 2×2/2  | 4601–4612   | SCB 169–180               | SLM                                                  | 1897–1900        | 12       | –           | 55          |              | 1923–1926  | Tipo Mallet |
| Ea 2/4   | 5031–5033   | GB 31–33                  | Maffei 1548–50                                       | 1872             | 3        | 0           |             |              | 1923       | |
| Eb 2/4   | 5425–5430   | GB 25–30                  | Krauss 1007–1012                                     | 1882             | 6        | 0           |             |              | 1915–1927  | In parte cedute alla Società Veneta |
| Eb 2/4   | 5434–5435   | SCB 18–19                 | MFE 1179–90                                          | 1872             | 2        | 0           | 75          |              | 1903–1904  | |
| Eb 2/4   | 5441–5442   | JS 13–14                  | SLM                                                  | 1876             | 2        | 0           | 70          |              | 1903–1904  | |
| Eb 2/4   | 5451–5476   | JS 17–42                  | MFE, SLM                                             | 1880–1892        | 26       | 1           | 75          |              | 1911–1947  | in parte cedute alla Società Veneta |
| Eb 2/4   | 5481–5495   | SCB 146-160               | SACM, SLM                                            | 1893–1896        | 15       |             | 75          |              | 1915–1938  | |
| Eb 2/4   | 5595–5599   | SCB 141–145               | SLM                                                  | 1891             | 5        |             | 75          |              | 1923–1924  | |
| Eb 2/5   | 5680–5699   |                           | MFE                                                  | 1857–58          | 20       | 0           |             |              | 1902–1925  | Tipo Engerth |
| Eb 3/5   | 5801–5834   |                           | SLM                                                  | 1911–1916        | 34       | 2           | 75          |              | 1950–1965  | «Habersack»; 5819 conservata come rotabile storico |
| Eb 3/5   | 5881–5889   | BT 1–9                    | Maffei 3121–29                                       | 1910             | 9        | 2           | 75          |              | 1959–1965  | Acquistate nel 1932 in occasione dell'elettrificazione della BT |
| Ec 3/4   | 6501–6512   | JS 601–612                | SLM 1294–1305                                        | 1900             | 12       | –           | 65          |              | 1934–1955  | 8 unità vendute alle NS |
| Ec 3/4   | 6513–6529   |                           | SLM 1615–18, 1736–40, 1874–75, 1980–82, 2068–70      | 1904–1910        | 17       | –           | 65          |              | 1922–1959  | 15 unità ricostruite come Ec 3/5 6601–6615 |
| Ec 3/4   | 6551–6558   | JN 146–153                | SLM 441–44, 1053–55, 1223                            | 1886, 97, 99     | 8        | 0           | 65          |              | 1935–1938  | |
| Ec 3/4   | 6581–6592   | GB 181–192                | MFE 1865–72 SLM 332–335                              | 1882 1883        |          |             |             |              | 1914–1933  | |
| Ec 2/5   | 6995–6999   | SCB 1–38                  | MFE 255–410                                          | 1854–1858        | 5        | 1           | 60          | 296          | 1905–1906  | Tipo Engerth |
| Ed 3/4   | 7495-7499   | SCB 65-69                 | SLM                                                  | 1878             | 5        | 0           | 55          | 272          | 1914       | In parte cedute alla Società Veneta |
| Ed 2×2/2 | 7681–7696   | SCB 181–196               | Maffei                                               | 1891–1893        | 16       | 1           | 55          | 515          | 1910–1938  | Tipo Mallet; 196 conservata come rotabile storico |
| Ed 2×3/3 | 7699        | GB 151                    | Maffei                                               | 1890             | 1        | 0           |             |              | 1917       | Tipo Mallet |
| Ed 4/5   | 7701–7702   | JN 154–155                | SLM 1539–1540                                        | 1903             | 2        | 0           | 55          |              | 1923       | 7701 ceduta alla MThB nel 1923, quindi venduta in Germania nel 1942 |
| Ed 2/2   | 8061–8066   | GB 1–6                    | SLM                                                  | 1874             | 6        | 0           |             |              | 1910–1915  | |
| E 2/2    | 8071–8098   | NOB 411–443               | Officine NOB Zurigo, MFE, SLM                        | 1868–1873        | 23       | 0           |             |              | 1907–1916  | |
| E 2/2    | 8184        | GB 14                     | Krauss                                               | 1876             | 1        | 0           |             |              | 1913       | Fino al 1882 appartenuta alla Tösstalbahn |
| E 2/2    | 8197–8199   | VSB A–C                   | Krauss                                               | 1876             | 3        | 0           |             |              | 1902       | |
| Ed 2/3   | 8200        | GB 1000                   | Krauss                                               | 1882             | 1        | 0           |             |              | 1914       | |
| E 3/3    | 8384        | TTB 1                     | SLM                                                  | 1875             | 1        | 0           | 45          |              | 1938       | Rilevata nel 1918 con la nazionalizzazione della Tösstalbahn |
| E 3/3    | 8395–8397   | VSB E3 1–3                | Krauss                                               | 1870             | 3        | 0           | 45          |              | 1909–1912  | |
| E 3/3    | 8398, 8399  | SCB 1–2                   | SCB                                                  | 1876             | 2        | 0           | 40          |              | 1903–1904  | |
| E 3/3    | 8401–8425   | SCB F3 5–13, 41–46, 71–80 | SLM                                                  | 1896–1901        | 25       | 1           | 45          |              | 1936–1945  | «Tigerli»; 5 unità cedute nel 1945 alle NS |
| E 3/3    | 8431–8440   | JS F3 857–866             | SLM 1396–1405                                        | 1901             | 10       | 0           | 45/50       |              | 1941–1947  | «Tigerli»; 8431 e 8436 dal 1924 V max. 50 km/h; 8431–8433, 8436, 8440 cedute nel 1947 alla NSB, e immatricolate come Type 25e 485–489, radiate tra il 1961 e il 1965 , 8438–39 cedute nel 1945 alle NS (radiate nel 1948), 8435 ceduta nel 1947 alle officine del gas di Zurigo, 8437 ceduta in Italia nel 1947 |
| E 3/3    | 8451–8533   |                           | SLM                                                  | 1902–1915        | 83       | 21          | 45/50       |              | 1946–1966  | «Tigerli»; 8521 e 8522 dal 1941/42 al 1951 equipaggiate di presa di corrente a pantografo, 8522 ceduta alla ferrovia Sursee-Triengen |
| E 3/3    | 8561        | GB 13                     | SLM                                                  | 1875             | 1        | 0           | 40          |              | 1913       | |
| E 3/3    | 8551–8559   | NOB F3 453–461            | SLM                                                  | 1894–1896        | 9        | 2           | 40          |              | 1930–1938  | |
| E 3/3    | 8571–8576   | JS F3 851–856             | SLM                                                  | 1875, 1890       | 6        | 2           | 40/45       |              | 1911–1916  | |
| E 3/3    | 8581–8589   | SCB F3 81–90              | SLM                                                  | 1873–1874        | 9        | 0           | 40          |              | 1906–1917  | |
| E 3/3    | 8651        | KLB 1                     | Maffei 2983                                          | 1909             | 1        | 1           | 35          |              | 1933       | Acquistata nel 1926, ceduta nel 1933; dal 1975 in servizio presso la OeBB |
| E 3/3    | 8652        | KLB 2                     | SLM                                                  | 1897             | 1        | 0           | 45          |              | 1933       | Fino al 1912 appartenuta alla Seetalbahn, acquistata nel 1926, ceduta nel 1933 |
| E 3/3    | 8661, 8662  | NOB 451, 452              | Esslingen 1519–1521                                  | 1876             | 2        | 0           | 35          |              | 1935, 1938 | |
| Ed 3/5   | 8799        | JN 144–145                | ME 1303–04                                           | 1873             | 2        | 0           | 40          |              | 1914       | Tipo Engerth, locomotiva 145 radiata nel 1912 |
| E 4/4    | 8801–8802   |                           | SLM                                                  | 1914             | 2        | –           | 60          |              | 1964–1965  | A vapore saturo, ricostruite con surriscaldatore nel 1935-1937 |
| E 4/4    | 8851–8856   |                           | SLM                                                  | 1914–1915        | 6        | –           | 60          |              | 1961–1965  | Dotate di surriscaldatore |
| E 4/4    | 8901–8917   |                           | SLM                                                  | (1930–1933)      | 17       | –           | 45          |              | 1957–1968  | Ricostruite sulla base delle C 4/5 2601–2610, 2613–2619 |
| G 3/3    | 101–110     | JS 901–910                | SLM                                                  | 1887–1901        | 10       | 1           | 45          |              | 1911–1942  | A scartamento metrico per la ferrovia del Brünig, rilevate nel 1903 con la nazionalizzazione della JS |
| G 3/4    | 201–208     |                           | SLM 1674–75, 2222–24, 2401–03                        | 1905, 1912, 1913 | 8        | 1           | 55          | 243          | 1943–1965  | A scartamento metrico per la ferrovia del Brünig, ricostruite a vapore surriscaldato nel 1925–27 (208 già a vapore surriscaldato da nuova) |
| G 3/4    | 215–218     | RhB 15–16, 9–10           | SLM 1910–11, 1369–70                                 | 1908, 1901       | 4        | 0           | 55          | 226          | 1943–1965  | A scartamento metrico per la ferrovia del Brünig, acquistate nel 1924/26, ricostruite a vapore surriscaldato nel 1926-27 |
| HG 2/2   | 1001–1013   | JS 951–963                | SLM                                                  | 1887–1901        | 13       | 0           |             |              | 1908–1912  | A scartamento metrico e cremagliera per la ferrovia del Brünig, rilevate nel 1903 con la nazionalizzazione della JS |
| HG 3/3   | 1051–1068   |                           | SLM                                                  | 1905–1926        | 18       | 2           | 45/16       | 294          | 1941–1965  | A scartamento metrico e cremagliera per la ferrovia del Brünig |

## Automotrici a vapore
| Gruppo  | Gruppo      | Origine | Costruttore | Anno | Quantità | In servizio | vmax (km/h) | Potenza (kW) | Radiazione | Note |
| Serie   | Numerazione | Origine | Costruttore | Anno | Quantità | In servizio | vmax (km/h) | Potenza (kW) | Radiazione | Note |
| ------- | ----------- | ------- | ----------- | ---- | -------- | ----------- | ----------- | ------------ | ---------- | --- |
| CZm 1/2 | 1           | NOB 1   | Esslingen   | 1902 | 1        | 1           | 45          | 74           |            | Ceduta nel 1907 alla UeBB, riacquistata con la nazionalizzazione della UeBB nel 1948; di proprietà SBB-Historic |

## Locomotive elettriche
| Gruppo (numerazione classica) | Gruppo (numerazione classica) | Gruppo (numerazione UIC/TSI) | Gruppo (numerazione UIC/TSI)                | Anno       | Quantità | In servizio | vmax (km/h)     | Potenza (kW) | Radiazione | Note |
| Serie                         | Numerazione                   | Serie                        | Numerazione                                 | Anno       | Quantità | In servizio | vmax (km/h)     | Potenza (kW) | Radiazione | Note |
| ----------------------------- | ----------------------------- | ---------------------------- | ------------------------------------------- | ---------- | -------- | ----------- | --------------- | ------------ | ---------- | --- |
| Fb 3/5                        | 364–365                       |                              |                                             | 1906       | 2        | –           | 75/80           | 780          | 1930       | Locomotive trifase per la linea Briga-Iselle Riclassificate nel 1920–1921 Be 3/5, quindi Ae 3/5                                                           |
| Fb 4/4                        | 366–369                       |                              |                                             | 1907–1919  | 4        | –           | 75/80           | 1250         | 1930       | Locomotive trifase per la linea Briga-Iselle Riclassificate nel 1920–1921 Be 4/4, quindi Ae 4/4                                                           |
| Fb 4/6                        | 371                           |                              |                                             | 1913       | 1        | –           | 75/60           | 2000         | 1930       | Locomotiva trifase per la linea Briga-Iselle Riclassificata nel 1920 Ce 4/6                                                                               |
| Ae 3/5                        | 10201–10226                   | Ae 301                       | 301 217-6                                   | 1922–1925  | 26       | 1           | 90              | 1320         | 1967–1983  | «Kleine Sécheron»; 10218–10226 ricostruite nel 1963-66 per il telecomando dei treni navetta per il trasporto auto; 10217 conservata come rotabile storico |
| Ae 3/6I                       | 10601–10714                   | Ae 301                       | 301 693-8 (VMik)                            | 1921–1929  | 114      | 5           | 100/110         | 1450/1560    | 1970–1994  | 10601, 10639, 10664, 10693 e 10700 conservate come rotabili storici                                                                                       |
| Ae 3/6II                      | 10401–10460                   |                              |                                             | 1924–1926  | 60       | 1           | 100             | 1470         | 1965–1977  | 10439 conservata come rotabile storico |
| Ae 3/6III                     | 10261–10271                   |                              |                                             | 1925–1926  | 11       | 1           | 90              | 1320         | 1968–1980  | «Mittlere Sécheron»; 10264 conservata come rotabile storico                                                                                               |
| Ae 4/6                        | 10801–10812                   |                              |                                             | 1941–1945  | 12       | –           | 125             | 4100         | 1965–1983  | |
| Ae 4/6III                     | 10851                         |                              |                                             | (1961)     | 1        | –           | 110             | 1700         | 1978       | Locomotiva tritensione per 15 kV/16⅔ Hz, 25 kV/25 Hz e 1500 V =; ricostruita sulla base dell'Am 4/6 1101                                                  |
| Ae 4/7                        | 10901–11027                   | Ae 401                       | 401 987-3 (SWTR) 401 026-0 (VMik)           | 1927–1934  | 127      | 8           | 100             | 2300         | 1975–1996  | 10902, 10905, 10950, 10976, 10987, 11000, 11010, 11026 conservate come rotabili storici                                                                   |
| Ae 4/8                        | 11300                         |                              |                                             | 1922       | 1        | –           | 90              | 1900         | 1964       | Locomotiva prototipo articolata soprannominata «Bastard»; con trasmissioni Buchli e Tschanz                                                               |
| Ae 6/6                        | 11401–11520                   | Ae 610                       | 610 407-1 (VMik) 610 421-0 (VEhE) 610 425-1 | 1952–1966  | 120      | 5           | 125             | 4300         | 2003–2014  | 11402, 11407, 11411, 11421 e 11425 conservate come rotabili storici                                                                                       |
| Ae 8/14                       | 11801                         | Ae 801                       | 801 801-2                                   | 1931       | 1        | 1           | 100             | 5408         |            | Con trasmissione Buchli; conservata come rotabile storico                                                                                                 |
| Ae 8/14                       | 11851                         |                              |                                             | 1932       | 1        | –           | 100             | 6070         | 1977       | Con trasmissione universale SLM; ammodernata nel 1961 |
| Ae 8/14                       | 11852                         |                              |                                             | 1940       | 1        | –           | 110             | 8170         | 1972       | «Landi-Lok», dal 1982 al VHS |
| Fb 2/5                        | 11001                         |                              |                                             | 1910       | 1        | –           | 75              | 736          | 1937       | Locomotiva prototipo, ex Midi E 3301, acquistata nel 1917, ricostruita nel 1918 con trasmissioni Buchli e Tschanz Riclassificata nel 1920 Be 2/5          |
| Fb 3/5                        | 12201                         |                              |                                             | 1919       | 1        | –           | 75              | 1177         | 1963       | Locomotiva prototipo del Gottardo «Langsame Berta» Riclassificata nel 1920 Be 3/5                                                                         |
| Be 4/4                        | 12001                         |                              |                                             | (1972)     | 1        | –           | 75              | 950          | 1981       | Locomotiva prototipo, ricostruita sulla base dell'automotrice De 4/4 1685                                                                                 |
| Fb 2x2/3                      | 12301                         |                              |                                             | 1919       | 1        | –           | 75              | 1705         | 1963       | Locomotiva prototipo del Gottardo «Doryphore» (Kartoffelkäfer) Riclassificata dal 1920 Be 4/6                                                             |
| Fb 2x2/3                      | 12302                         |                              |                                             | 1919       | 1        | –           | 75              | 1413         | 1965       | Locomotiva prototipo del Gottardo Riclassificata dal 1920 Be 4/6                                                                                          |
| Be 4/6                        | 12303–12342                   |                              |                                             | 1920–1923  | 40       | 2           | 75              | 1295/1500    | 1965–1976  | «Rehbock», sviluppate dalla Be 4/6 12302; 12320 e 12332 conservate come rotabili storici                                                                  |
| Be 4/7                        | 12501–12506                   |                              |                                             | 1922       | 6        | 1           | 80              | 1770         | 1966–1976  | «Grosse Sécheron»; 12504 conservata come rotabile storico                                                                                                 |
| Fc 2x2/2                      | 13501–13502                   |                              |                                             | 1904–1905  | 2        | –           | 60              | 257          | 1968       | Locomotive prototipo «Eva» e «Marianne», ex MFO, acquistate nel 1919, riclassificate nel 1920 Ce 4/4, vendute nel 1940 a BT e STB, conservate al VHS      |
| Fc 2x3/3                      | 14101                         |                              |                                             | 1912       | 1        | –           | 60              | 1104         | 1937       | Locomotiva prototipo «Röthenbachsäge», ex SSW, acquistate nel 1919. Riclassificata nel 1920 Ce 6/6                                                        |
| Ce 6/8I                       | 14201                         |                              |                                             | 1920       | 1        | –           | 65              | 1750         | 1982       | Locomotiva prototipo del Gottardo «Schlotterbeck» |
| Ce 6/8II                      | 14251–14285                   |                              |                                             | 1921–1922  | 33       | –           | 65              | 1650         | 1965–1983  | «Coccodrillo»; 14251…14265 ricostruite nel 1942-47 come Be 6/8II 13251…13265, 14260 e 14262 rinumerate nel 1948-49 14284–14285                            |
| Ce 6/8III                     | 14301–14318                   | Be 601 Ce 601                | 601 302-3 (SOB) 601 305-6                   | 1926–1927  | 18       | 2           | 65 dal 1956: 75 | 1800         | 1967–1977  | «Coccodrillo»; 13302 e 13305 conservate come rotabili storici Fino al 1956 classificate come Be 6/8III 13301–13318                                        |
| De 6/6                        | 15301–15303                   | De 611                       | 611 301-3 (OeBB)                            | 1926       | 3        | 1           | 50              | 850          | 1983       | «Seetal-Krokodil», 15301 conservata come rotabile storico                                                                                                 |
| Re 4/4I                       | 10001–10050                   | Re 410                       | 410 034-3 (TEECL)                           | 1946–1951  | 50       | 0           | 125             | 1850         | 1997       | 10001 e 10044 conservate come rotabili storici; alcune unità cedute a Classic Rail                                                                        |
| Re 4/4II                      | 11101–11349                   | Re 420                       | 101–349                                     | 1964–1983  | 249+1    | 203         | 140             | 4700         | dal 2007   | 12 unità cedute alla BLS, una acquistata dalla MThB |
| Re 4/4II                      | 11371–11397                   | Re 421                       | 371–397                                     | 1984–1985  | 27       | 13          | 140             | 4700         | dal 2017   | |
| Re 4/4III                     | 11350–11370                   | Re 430                       | 350–370                                     | 1968, 1971 | 1+20     | 7           | 125             | 4700         | dal 2013   | 11350 ex SOB, 11351–11353 cedute alla SOB e riacquistate in seguito                                                                                       |
| Re 4/4IV                      | 10101–10104                   | Re 440                       |                                             | 1982       | 4        | 0           | 160             | 4960         | 1995–1996  | Cedute alla SOB (SOB Re 446), in cambio delle Re 4/4 III 11350–11353                                                                                      |
| Re 4/4V                       | da 10501                      | Re 450                       | 000–114                                     | 1989–1997  | 115      | 113         | 130             | 3200         |            | Costruite per i treni navetta a due piani della rete celere di Zurigo, 450 067 e 070 cedute nel 2008 alla SZU                                             |
| Re 4/4VI                      | da 10701                      | Re 460                       | 000–118                                     | 1991–1996  | 119      | 119         | 230             | 6100         |            | «Lok 2000» |
|                               |                               | Re 465                       | 009–018                                     | 1994–1997  | 10       | 10          | 230             | 7000         |            | «Lok 2000» cedute alla BLS |
|                               |                               | Re 474                       | 001–018                                     | 2004–2005  | 12       | 12          | 140             | 6400         |            | Tipo Siemens ES64F4 Locomotive bicorrente DC/AC |
|                               |                               | Re 481                       | 001–006                                     | 2000       | 6        | 0           | 140             | 5600         | 2005       | Ex MThB; cedute a MRCE |
|                               |                               | Re 482                       | 000–034                                     | 2002–2003  | 35       | 35          | 140             | 5600         |            | Tipo Bombardier Traxx F140 AC |
|                               |                               | Re 482                       | 035–049                                     | 2006       | 15       | 13          | 140             | 5600         |            | Tipo Bombardier Traxx F140 AC2, 048 e 049 cedute nel 2018 a HRS (Hamburg Rail Service)                                                                    |
|                               |                               | Re 484                       | 001–021                                     | 2004–2006  | 21       | 21          | 140             | 5600         |            | Tipo Bombardier Traxx F140 MS2 |
| Re 6/6                        | 11601–11689                   | Re 620                       | 001–089                                     | 1972–1980  | 89       | 83          | 140             | 7900         | dal 1990   | 11603 e 11604 cedute nel 2018 a Railadventure |
| HGe 4/4I                      | 1991–1992                     | HGe 100                      | 000–001                                     | 1954       | 2        | 0           | 50/33           |              |            | «Muni», a scartamento metrico e cremagliera per la ferrovia del Brünig                                                                                    |
| HGe 4/4II                     | 1951–1952                     |                              |                                             | 1986       | 2        | 0           | 100/40          |              | 1990       | A scartamento metrico e cremagliera per la ferrovia del Brünig, cedute alla FO                                                                            |
| HGe 4/4II                     | 1961–1968                     | HGe 101                      | 961–968                                     | 1989–1990  | 8        | 8           | 100/40          |              |            | A scartamento metrico e cremagliera per la ferrovia del Brünig                                                                                            |

## Elettrotreni
| Gruppo (numerazione classica) | Gruppo (numerazione classica)   | Gruppo (numerazione UIC/TSI) | Gruppo (numerazione UIC/TSI) | Anno                          | Quantità                                    | In servizio                                 | vmax (km/h) | Potenza (kW) | Radiazione | Note |
| Serie                         | Numerazione                     | Serie                        | Numerazione                  | Anno                          | Quantità                                    | In servizio                                 | vmax (km/h) | Potenza (kW) | Radiazione | Note |
| ----------------------------- | ------------------------------- | ---------------------------- | ---------------------------- | ----------------------------- | ------------------------------------------- | ------------------------------------------- | ----------- | ------------ | ---------- | --- |
| Bem 4/6                       | 1350–1354                       | Bem 550                      | 000–004                      | 1994                          | 5                                           | 0                                           |             |              | 2014       | A corrente continua, per la linea Ginevra-La Plaine                                                                                     |
| RABFe 4/8                     | 1031                            |                              |                              | (1941)                        | 1                                           | 0                                           | 125         | 840          | 1962       | Ricostruzione della Re 8/12 501 |
| Re 8/12                       | 501                             |                              |                              | 1938                          | 1                                           | 0                                           | 150         | 1’680        | 1939       | Ricostruito come RABFe 4/8 1031 dopo un incendio In seguito utilizzato per costruzione RABDe 8/16 1041                                  |
| RABFe 8/12                    | 1041                            |                              |                              | 1937                          | 1                                           | 0                                           | 150         | 1680         | 1961       | Utilizzato per costruzione RABDe 8/16 1041                                                                                              |
| RABDe 8/16                    | 1041                            |                              |                              | (1964)                        | 1                                           | 0                                           | 150         | 1680         | 1968       | Unione di RABFe 4/8 1031 e RABFe 8/12 1041                                                                                              |
| RABDe 8/16                    | 2001–2004                       | RABDe 511                    |                              | 1976                          | 4                                           | 0                                           | 125         | 2250         | 1997       | «Chiquita» |
| RABDe 12/12                   | 1101–1120                       | RABDe 510                    | 000–017                      | 1965–1967                     | 20                                          | 0                                           | 125         | 2444         | 2008       | «Mirage», «Goldküstenexpress» |
|                               |                                 | RABDe 500                    | 000–043                      | 1999–2005                     | 44                                          | 44                                          | 200         | 5200         |            | InterCity-Neigezug (ICN) |
|                               |                                 | RABe 501                     | 001–029                      | 2019–2021                     | 29                                          | 29                                          | 250         | 6000         |            | «Giruno», tricorrente: 15 kV 16,7 Hz 25 kV 50 Hz 3000 V DC                                                                              |
|                               |                                 | RABDe 502                    | 001–023                      | 2018–                         | (23)                                        | 19                                          | 200         | 7500         |            | Twindexx IC 200 |
|                               |                                 | RABe 502                     | 201–230                      | 2017–                         | (30)                                        | 23                                          | 200         | 7500         |            | Twindexx IR 200 |
|                               |                                 | RABe 502                     | 401–409                      | 2017–                         | (9)                                         | 5                                           | 200         | 7500         |            | Twindexx IR 100 |
| ETR 470                       | 470 002, 003, 005, 009          | -                            | -                            | 1994–1997                     | 4                                           | 1                                           | 200         | 5880         | dal 2014   | Bicorrente: 3000 V DC 15 kV 16,7 Hz |
| ETR 610                       | 610 005–007, 009, 010, 013, 014 | RABe 503                     | 001–007                      | 2009                          | 7                                           | 7                                           | 250         | 5500         |            | «Astoro», tricorrente: 3000 V DC 15 kV 16,7 Hz 25 kV 50 Hz                                                                              |
| ETR 610                       |                                 | RABe 503                     | 011–022                      | 2014–2017                     | 12                                          | 12                                          | 250         | 5500         |            | «Astoro», tricorrente: 3000 V DC 15 kV 16,7 Hz 25 kV 50 Hz                                                                              |
|                               |                                 | RABe 511                     | 001–069 101–124              | dal 2010                      | 69 (a 6 casse) 24 (a 4 casse)               | 69 (a 6 casse) 24 (a 4 casse)               | 160         | 4000         |            | Stadler KISS, RV-Dosto |
|                               |                                 | RABe 514                     | 001–061                      | 2006–2009                     | 61                                          | 61                                          | 140         | 3200         |            | Siemens Desiro Double Deck, automotrice a due piani per la rete celere di Zurigo                                                        |
|                               |                                 | RABe 520                     | 000–016                      | 2002                          | 17                                          | 17                                          | 115         | 760          |            | GTW 2/8, per la Seetalbahn a sagoma limite ridotta                                                                                      |
|                               |                                 | RABe 526                     | 260–265 280–286              | 2003/09–10 2004               | 13                                          | 13                                          | 140         | 1100         |            | GTW 2/8 ex RM, acquistati nel 2013 dalla BLS, 260-265 originariamente del tipo GTW 2/6, venduti nel 2018 a Thurbo e noleggiati alle FFS |
|                               |                                 | RABe 521                     | 001–030                      | 2004–2006                     | 30                                          | 30                                          | 160         | 2000         |            | Stadler FLIRT bisistema D/CH |
|                               |                                 | RABe 522                     | 001–012 201–232              | 2008–2009 2011–2019           | 12 32                                       | 0 32                                        | 160         | 2000         | 2009-2010  | Stadler FLIRT bisistema CH/F, ricostruiti in RABe 523 032–043 Stadler FLIRT bisistema CH/F                                              |
|                               |                                 | RABe 523                     | 001–073 101–114 501–507      | 2004–2017 2020–2021 ?         | 73 14 (7)                                   | 73 14 0                                     | 160         | 2000         |            | Stadler FLIRT |
|                               |                                 | RABe 524                     | 001–019 101–117 301–305      | 2007–2008 2011–2014 2020–2021 | 19 (a 4 casse) 17 (a 6 casse) 5 (a 6 casse) | 19 (a 4 casse) 17 (a 6 casse) 5 (a 6 casse) | 160         | 2000         |            | Stadler FLIRT bisistema CH/I |
| RAe 4/8                       | 1021                            | RAe 591                      | 021                          | 1939                          | 1                                           | 1                                           | 150         | 835          | 1978       | «Churchill-Pfeil», rotabile storico (94 85 0591 021-6), ex Reisebüro Mittelthurgau, ex FFS                                              |
| RAe TEEII                     | 1051–1055                       | RABe 591                     | 053                          | 1961–1966                     | 5                                           | 1                                           | 160         | 2310         | 1995–2000  | Ricostruiti nel 1988–89 come RABe EC; 1053 restaurato come rotabile storico (94 85 0591 053-9)                                          |
| TGV PSE                       | 112, 114                        |                              |                              |                               | 2                                           | 0                                           | 300         | 6450         | 2013       | Potenza: 6450 kW (a 25 kV), 4400 kW (a 1,5 kV)                                                                                          |
| TGV POS                       | 4406                            |                              |                              |                               | 1                                           | 1                                           | 320         | 9200         |            | Potenza a 15 kV: 6880 kW |

## Automotrici elettriche
| Gruppo (numerazione classica) | Gruppo (numerazione classica)                                    | Gruppo (numerazione UIC/TSI) | Gruppo (numerazione UIC/TSI) | Anno        | Quantità | In servizio | vmax (km/h) | Potenza (kW) | Radiazione | Note |
| Serie                         | Numerazione                                                      | Serie                        | Numerazione                  | Anno        | Quantità | In servizio | vmax (km/h) | Potenza (kW) | Radiazione | Note |
| ----------------------------- | ---------------------------------------------------------------- | ---------------------------- | ---------------------------- | ----------- | -------- | ----------- | ----------- | ------------ | ---------- | --- |
| BDe 4/4                       | 1621–1651 ex 841–871                                             | BDe 570                      |                              | 1953–1955   | 31       | 0           |             |              | 1994–1997  | 1643 e 1646 conservate come rotabili storici                                                                                           |
| BDe 4/4II                     | 1301–1302 ex 881–882                                             | BDe 571                      |                              | 1956–1957   | 2        | 0           | 110         | 1090         | 1995       | A corrente continua, per la linea Ginevra-La Plaine                                                                                    |
| Ce 4/6                        | 1601–1619 ex 751–769                                             |                              |                              | 1923–1927   | 19       | 0           |             |              | 1991–1994  | |
| Ce 4/4                        | –– ex 721–722, ex 9701–9702                                      |                              |                              | 1924        | 2        | 0           | 90          | 512          | 1956–1957  | 722 ricostruita nel 1953 come Ce 2/4 711, vendute nel 1956/57 alla VHB e reimmatricolate come Be 2/4 181 e Be 4/4 182, radiate 1966/70 |
| De 4/4                        | 1661–1684 ex 801–824                                             |                              |                              | 1927–1928   | 24       | 1           | 85          | 806          | 1987       | Automotrici bagagliaio, 1661-1671 ricostruite con cassa metallica dal 1966, 1679 conservata come rotabile storico                      |
| RAe 2/4 e RBe 2/4             | 1001–1002 (RAe 2/4), 1003–1007 (RBe 2/4), ex 601–607, ex 201–207 | 591                          |                              | 1935–1938   | 7        | 1           | 125         | 404          |            | «Roter Pfeil»; 2 unità allungate di 2,6 m e riallestite come unità di prima classe; 1001 rotabile storico                              |
| Ce 2/4                        | 1010 ex 701                                                      |                              |                              | 1938        | 1        | 0           | 110         | 450          | 1978       | «Fléche du Jura» |
| RFe 4/4                       | 601-603                                                          |                              |                              | 1940        | 3        | 0           | 125         | 955          | 1944       | Automotrici bagagliaio, cedute a BT e SOB                                                                                              |
| RBe 4/4                       | 1401–1482                                                        | RBe 540                      | 000–079                      | 1959–1966   | 82       | 0           | 125         | 1988         | 2003–2014  | 1405 e 540 074 conservate dal DSF, 540 020, 052 e 069 conservate da SBB Historic                                                       |
| RBDe 4/4                      | 2100–2103                                                        | RBDe 560                     | 000–003                      | 1984        | 4        | 0           | 140         | 1650         | 2007–2008  | NPZ prototipo; venduti a MBS, OeBB, CJ                                                                                                 |
| RBDe 4/4                      | 2104–2183                                                        | RBDe 560                     | 004–083                      | 1987–1990   | 80       | 0           | 140         | 1650         | 2008–2012  | NPZ prima serie, ricostruiti come RBDe 560 201–267 e 401–413                                                                           |
| RBDe 4/4                      |                                                                  | RBDe 560, 561                | 100–135                      | 1994–1996   | 36       | 0           | 140         | 1650         | 2012–2013  | NPZ seconda serie, ricostruiti come RBDe 560 268–303                                                                                   |
| RBDe 4/4                      |                                                                  | RBDe 560                     | 201–303 401–416              | 2009-2013   | 103 16   | 99 16       | 140         | 1650         | ab 2014    | 276, 274 e 294 rinumerati come 414–416                                                                                                 |
| RBDe 4/4                      |                                                                  | RBDe 562                     | 000–005                      | 1996        | 6        | 0           | 140         | 1650         | 2020       | NPZ seconda serie, ricostruiti nel 1997 Bitensione 15 kV/16⅔ Hz e 25 kV/50 Hz                                                          |
| De 4/4II                      |                                                                  | De 110                       | 000–005                      | (1992–1993) |          |             |             |              |            | Automotrici bagagliaio a scartamento metrico per la ferrovia del Brünig, ricostruzione sulla base delle Deh 4/6                        |
| Deh 4/6                       | 901–916                                                          | Deh 120                      | 006–012                      | 1941–1942   | 16       | 2           | 75/33       |              |            | Automotrici bagagliaio a scartamento metrico e cremagliera per la ferrovia del Brünig                                                  |

## Locomotive Diesel
| Gruppo (numerazione classica) | Gruppo (numerazione classica) | Gruppo (numerazione UIC/TSI) | Gruppo (numerazione UIC/TSI) | Anno        | Quantità | In servizio | vmax (km/h) | Potenza (kW) | Radiazione | Note |
| Serie                         | Numerazione                   | Serie                        | Numerazione                  | Anno        | Quantità | In servizio | vmax (km/h) | Potenza (kW) | Radiazione | Note |
| ----------------------------- | ----------------------------- | ---------------------------- | ---------------------------- | ----------- | -------- | ----------- | ----------- | ------------ | ---------- | --- |
| Am 4/4                        | 1001–1002                     |                              |                              | 1939        | 2        | –           | 110         | 809          | 1963–1964  | Ricostruite come Bm 4/4II                                                                                   |
| Bm 4/4II                      | 18451–18452                   |                              |                              | (1963–1964) | 2        | 1           | 75          | 809          | 1990       | Ricostruite sulla base delle Am 4/4; 18451 conservata come locomotiva storica                               |
| Am 4/6                        | 1101                          |                              |                              | 1941        | 1        | –           | 110         | 1618         | 1958       | Locomotiva con turbina a gas; ricostruita come locomotiva elettrica tritensione Ae 4/6III                   |
| Bm 6/6                        | 18501–18514                   | Bm 860                       |                              | 1954–1961   | 14       | 4           | 75          | 1250         |            | |
| Bm 4/4                        | 18401–18446                   | Bm 840                       |                              | 1960–1970   | 46       | 40          | 75          | 883          |            | |
| Am 6/6                        | 18521–18526                   | Am 861                       |                              | 1976        | 6        | 0           | 85          | 1839         | 2004–2020  | |
| Am 4/4                        | 18461–18467                   | Am 841                       |                              | 1957–1959   | 7        | –           | 140         | 1618         | 1995–1996  | Ex DB 220, acquistate nel 1986                                                                              |
| Am 4/4                        |                               | Am 842                       | 000–001                      | 1992–1993   | 2        | 2           | 80          | 1120         |            | Tipo MaK G 1204 BB; ex Sersa AG "Corinne" e "Daniela", acquistate nel 1993-94                               |
|                               |                               | Am 841                       | 000–039                      | 1996–1997   | 40       | 40          | 80          | 920          |            | Tipo Alsthom GA-DE 900/AS                                                                                   |
|                               |                               | Am 840                       | 001–003, 901–903             | 2003–2004   | 6        | 0           | 120         | 2240         |            | Tipo Vossloh G2000; 901–903 nel 2004-05 a noleggio da Angel Trains, 001-003 cedute alla Scheuchzer nel 2013 |
|                               |                               | Am 842                       | 011–013, 101–102             | 2003        | 5        | 2           | 100         | 1100         |            | Tipo Vossloh G1000; 101–102 nel 2003-06 a noleggio, Am 242 011–013 noleggiate dal 2006-07 da Angel Trains   |
|                               |                               | Am 843                       | 001–028, 050–095             | 2003–2007   | 73       | 67          | 100         | 1500         |            | Tipo Vossloh G1700; 051 rinumerata 015 nel 2005                                                             |
|                               |                               | Aem 940                      | 001–047                      | 2018–       | 47       | 3           | 120         | 1735         |            | Tipo Alstom Prima H4 dual                                                                                   |

## Automotrici e autotreni Diesel
| Gruppo (numerazione classica) | Gruppo (numerazione classica) | Gruppo (numerazione UIC/TSI) | Gruppo (numerazione UIC/TSI) | Anno | Quantità | In servizio | vmax (km/h) | Potenza (kW) | Radiazione | Note |
| Serie                         | Numerazione                   | Serie                        | Numerazione                  | Anno | Quantità | In servizio | vmax (km/h) | Potenza (kW) | Radiazione | Note |
| ----------------------------- | ----------------------------- | ---------------------------- | ---------------------------- | ---- | -------- | ----------- | ----------- | ------------ | ---------- | --- |
| Cm 1/2                        | 11                            |                              |                              | 1902 | 1        | 0           | 40          |              | 1911       | Automotrice a benzina |
| RCm 2/4                       | –– ex 611–612 ex 101–102      |                              |                              | 1935 | 2        | 0           | 125         | 213          | 1951–53    | «Rote Pfeile», ricostruite come automotrici elettriche RCe 2/4 1008–1009 (poi RBe 2/4)                                                 |
| BDm 2/4                       | 1691 ex 791 ex 9901           |                              |                              | 1930 | 1        | 0           | 90          | 220          | 1962       | Fino al 1962 impiegata sulla ferrovia Nyon-Crassier-Divonne                                                                            |
| CFm 1/2                       | –– ex –– ex 9911–9912         |                              |                              | 1925 | 2        | 0           | 50          | 74           | 1932       | Ricostruita come carrozza passeggeri                                                                                                   |
| CFm 2/4                       | –– ex –– ex 9921              |                              |                              | 1932 | 1        | 0           | 75          | 220          | 1934       | Demolita dopo incidente |
| Dm 2/4                        | 1692 ex 891 ex 18601          |                              |                              | 1930 | 1        | 0           | 90          | 530, 410     | 1971       | Automotrice bagagliaio, utilizzata fino al 1969 sulla ferrovia Etzwilen-Singen, con generatore per il riscaldamento elettrico carrozze |
| RAm TEE                       | 501–502                       |                              |                              | 1957 | 2        | 0           | 140         | 1103         | 1971–1977  | Autotreni TEE; 501 distrutto in un incidente nel 1971, 502 venduto nel 1977 alla Ontario Northland Railway (Canada)                    |
| XTm 2/4                       | –                             | XTmass                       | 99 85 9160 001-5             | 2005 | 1        | 1           | 160         | 672          |            | Veicolo diagnostico Diesel tipo ROGER 1000                                                                                             |

## Automotrici ad accumulatori
| Gruppo (numerazione classica) | Gruppo (numerazione classica)          | Gruppo (numerazione UIC/TSI) | Gruppo (numerazione UIC/TSI) | Anno | Quantità | In servizio | vmax (km/h) | Potenza (kW) | Radiazione    | Note                                             |
| Serie                         | Numerazione                            | Serie                        | Numerazione                  | Anno | Quantità | In servizio | vmax (km/h) | Potenza (kW) | Radiazione    | Note                                             |
| ----------------------------- | -------------------------------------- | ---------------------------- | ---------------------------- | ---- | -------- | ----------- | ----------- | ------------ | ------------- | ------------------------------------------------ |
| F 2/2                         | 1–5 (dal 1920 Xa 2/2, dal 1923 Ta 2/2) |                              |                              | 1919 | 5        | 0           |             |              | 1936–ca. 1956 | Dal 1923 riclassificata come trattore da manovra |

## Locomotive da manovra
| Gruppo (numerazione classica) | Gruppo (numerazione classica) | Gruppo (numerazione UIC/TSI) | Gruppo (numerazione UIC/TSI) | Anno      | Quantità | In servizio | vmax (km/h) | Potenza (kW) | Radiazione | Note |
| Serie                         | Numerazione                   | Serie                        | Numerazione                  | Anno      | Quantità | In servizio | vmax (km/h) | Potenza (kW) | Radiazione | Note |
| ----------------------------- | ----------------------------- | ---------------------------- | ---------------------------- | --------- | -------- | ----------- | ----------- | ------------ | ---------- | --- |
| Em 3/3                        | 18801–18841                   | Em 830                       |                              | 1959–1963 | 41       | 6 (2017)    | 65          | 441          | 1995–      | 18816, 18830 e 18840 cedute tra il 2013 e il 2015 a Travys 18822 conservata dal DSF                                                                     |
|                               |                               | Em 831                       | 000–002                      | 1992      | 3        | 0           |             |              | 2012–2013  | |
|                               |                               | Ee 922                       | 001–025                      | 2009–2015 | 25       | 25          | 100         | 600          |            | Locomotive bifrequenza per 15 kV/16,7 Hz e 25 kV/50 Hz                                                                                                  |
|                               |                               | Eem 923                      | 001–030                      | 2012–2013 | 30       | 30 (2013)   |             |              |            | Locomotiva ibrida, bifrequenza (15 kV/16,7 Hz e 25 kV/50 Hz) e con motore Diesel                                                                        |
| Ee 3/4                        | 16301–16302                   |                              |                              | 1923      | 2        | 0           | 40          | 430          | 1979–1983  | |
| Ee 3/3                        | 16311–16326                   | Ee 930                       |                              | 1928      | 16       | 0           | 40          | 430          | 1977–1997  | «Glätteisen», con cabina di guida ad una estremità |
| Ee 3/3                        | 16331–16376                   | Ee 930                       |                              | 1930–1942 | 46       | 1 (2017)    | 40          | 430          | 1986–      | |
| Ee 3/3                        | 16381–16414                   | Ee 930                       |                              | 1944–1947 | 34       | 7 (2017)    | 50          | 500          | 2001–      | |
| Ee 3/3                        | 16421–16460                   | Ee 930                       |                              | 1951–1966 | 40       | 7 (2017)    | 45          | 500          | 2005–      | |
| Ee 3/3II                      | 16501–16506                   | Ee 931                       |                              | 1957–1958 | 6        | 0           | 45          | 500/520      | 1994–2002  | Locomotive bifrequenza per 15 kV/16,7 Hz e 25 kV/50 Hz                                                                                                  |
| Ee 3/3II                      | 16511–16519                   | Ee 932                       |                              | 1962–1963 | 9        | 0           | 45          | 500          | 2006–2017  | Locomotive bifrequenza per 15 kV/16,7 Hz e 25 kV/50 Hz ex SNCF (serie C 20150), acquistate nel 1971-72 16515 (TSI: 97 85 1932 515-0) conservata dal DSF |
| Ee 3/3IV                      | 16551–16560                   | Ee 934                       | 551–560                      | 1962–1963 | 10       | 3 (2017)    | 60          | 400          | 2006–      | Locomotive quadricorrente per 15 kV/16⅔ Hz, 25 kV/50 Hz, 1500 V = e 3000 V =                                                                            |
| Ee 6/6                        | 16801–16802                   | Ee 960                       |                              | 1952      | 2        | 0           | 45          | 1000         | 1999–2005  | |
| Ee 6/6II                      | 16811–16820                   | Ee 961                       |                              | 1980      | 10       | 0           | 85          | 730          | 2007–2021  | |
| Eem 6/6/ Em 6/6               | 17001–17006                   | Em 962                       |                              | 1970      | 6        | 0           | 65          | 800          | 2003–2005  | Locomotiva bimodale con motore Diesel ausiliario da 400 kW ricostruite 1984–1993 come Em 6/6                                                            |

## Trattori da manovra
| Gruppo (numerazione classica) | Gruppo (numerazione classica)  | Gruppo (numerazione UIC/TSI) | Gruppo (numerazione UIC/TSI) | Anno        | Quantità | In servizio | vmax (km/h) | Potenza (kW)                                  | Radiazione | Note                                                              |
| Serie                         | Numerazione                    | Serie                        | Numerazione                  | Anno        | Quantità | In servizio | vmax (km/h) | Potenza (kW)                                  | Radiazione | Note                                                              |
| ----------------------------- | ------------------------------ | ---------------------------- | ---------------------------- | ----------- | -------- | ----------- | ----------- | --------------------------------------------- | ---------- | ----------------------------------------------------------------- |
| Ta                            | 966                            | Ta 251 Ta 200                | 966, 002–005                 | 1987, 1990  | 5        |             | 10          | 9.2                                           |            | «Tintenfische», con respingenti magnetici                         |
| Ta                            | 968, 975–976 969–972, 973, 974 | Ta 200/201                   |                              | 1911–1977   |          |             |             |                                               |            | «Tintenfische», con respingenti magnetici                         |
| TeI                           | 1–60                           | Te 210                       |                              |             | 60       |             |             |                                               |            |                                                                   |
| TeII                          | 61–97                          | Te 211                       |                              |             | 37       |             |             |                                               |            |                                                                   |
| TeIII                         | 121–138                        | Te 212                       |                              |             |          |             |             |                                               |            |                                                                   |
| TeIII                         | 139–179                        |                              |                              |             |          |             |             |                                               |            |                                                                   |
| TeIV                          | 8201–8203                      | Te 214                       |                              |             | 3        |             |             |                                               |            |                                                                   |
| TemI                          | 251–275                        | Tem 220                      |                              |             |          |             |             |                                               |            |                                                                   |
| TemII                         | 276–298                        | Tem 221                      |                              |             | 22       |             |             |                                               |            |                                                                   |
| TemIII                        | 321–365                        | Tem 222                      |                              |             |          |             |             |                                               |            |                                                                   |
| Tm                            | 900                            | Tm 230                       | 000                          | 1963        | 1        | 0           | 20          | 22                                            | 2007       |                                                                   |
| Tm                            | 401–406, 896                   | Tm 230                       |                              | 1957–1958   | 7        |             | 45          |                                               |            |                                                                   |
| TmI                           | 407–513                        | Tm 230                       |                              | 1960–1965   | 107      |             | 45          |                                               |            |                                                                   |
| TmII                          | 601–853                        | Tm 230                       |                              |             | 253      | ‹66         |             |                                               |            |                                                                   |
|                               |                                | Tm 231                       | 900                          | 1969        | 1        |             |             | 173                                           |            | Rilevato nel 2000, ex STB Tm 238 111                              |
| TmIII                         | 901–924                        | Tm 231                       |                              | 1958–1966   | 24       |             | 30          |                                               |            | Diesel-elettrico                                                  |
| TmIII                         | 9451–9463 9501–9543, 9551–9597 | Tm 231                       |                              | 1976–1988   | 103      | 48          |             |                                               | dal 2007   | 52 unità rimotorizzate e rinumerate Tm 232 001–052                |
|                               |                                | Tm 232                       | 001–052                      | (2003–2006) | 52       |             |             |                                               |            | Ricostruzione di TmIII                                            |
| TmIV                          | 8751–8797 9651–9685            | Tm 232                       | 111 ...                      |             | 82       | 82          |             |                                               |            | Riclassificato come 232 111 (2007), ex 8761                       |
|                               |                                | Tm 233                       | 900                          | 1994        | 1        | 1           |             | 368                                           |            | Acquistato nel 2000, ex STB Tm 238 114                            |
|                               |                                | Tm 233                       | 910–911                      | 1999        | 2        | 2           |             |                                               |            | Acquistati nel 2002, ex MThB Tm 236 643–644                       |
|                               |                                | Tm 233                       | 950                          | 1972        | 1        | 0           |             | 309?                                          | 2008       | Acquistato nel 2003, ex MThB Em 826 641                           |
|                               |                                | Tm 236                       | 642                          | 1966        | 1        | 0           |             | 309?                                          | 2007       | Acquistato nel 2003, ex Thurbo Tm 236 649                         |
|                               |                                | Tm 234                       | 000–012, 050–086, 090        | 1999–2001   | 50+1     | 51          |             | 550                                           |            | Trattore di servizio «Ameise»                                     |
| 100–149                       | 2002–2003                      | Tm 234                       | 50                           | 50          |          |             |             | 550                                           |            | Trattore di servizio «Ameise»                                     |
| 200–224                       | 2007                           | Tm 234                       | 25                           | 25          |          |             |             | 550                                           |            | Trattore di servizio «Ameise»                                     |
|                               |                                | Tm 234.4                     | 401–435                      | 2018–2020   | 35       | 4           | 100         | 520 Motore di trazione 130 Motore di servizio |            | Trattore di servizio «Dart – Diesel-Arbeits- und Rangier-Traktor» |
|                               |                                | Tm 235                       | 000–014                      | 1991–1992   | 15       | 0           |             |                                               | 2002–2007  | Trattore «Robel»                                                  |
|                               |                                | Tm 283                       | 000                          | 1973        | 1        | 0           |             |                                               | 1997       | Acquistato nel 1989, ex Scheuchzer                                |

### Esplicative
1. 1 2 3 4 5 6 7 8  Anno (o anni) di ricostruzione
2. 1 2 3 4 5 6 7 8 9 10  Dal 2005 di Zentralbahn
3. 1 2 3 4 5 6 7 8 9 10 11  La denominazione dei rotabili ha subito mutamenti nel corso degli anni
4. 1 2 3 4 5 6 7  Variazioni oppure modifiche all'interno del gruppo
5. 1 2 3 4 5 6 7 8 9 10 11 12 13 14 15  La numerazione dei rotabili ha subito mutamenti nel corso degli anni
6. 1 2 3 4 5  Dato variato nel corso degli anni (è indicato il valore più recente)
7. ↑  Classic Rail cedette in seguito quattro locomotive alla MThB
8. 1 2 3  La numerazione dei rotabili non è continua
9. 1 2 3 4 5 6 7 8 9 10 11 12 13 14 15 16 17 18 19 20 21 22 23 24 25 26 27 28 29 30 31 32 33 34 35 36 37 38  Classificazione non più utilizzata, non ancora utilizzata oppure prevista ma mai utilizzata
10. 1 2  Le locomotive vennero finanziate dalle FFS, ma vennero utilizzate dalla BLS Lötschbergbahn e vennero successivamente acquistate da BLS Cargo
11. ↑  Il convoglio andò distrutto da un incendio poco dopo l'entrata in servizio, non venendo quindi rinumerato; venne ricostruito nel 1941 come Re 4/8 311, diventando quindi RABFe 4/8 1031.
12. ↑  Acquistate dalla MThB per la Seelinie, dal 2003 alle FFS

### Riferimenti
1. ↑   A 3/5 705, su cffhistoric.ch. URL consultato il 10 gennaio 2022 (archiviato dall'url originale il 10 gennaio 2022).
2. ↑   B 3/4 1367, su cffhistoric.ch. URL consultato il 10 gennaio 2022 (archiviato dall'url originale il 10 gennaio 2022).
3. 1 2  (DE) Alfred Moser, Der Dampfbetrieb der Schweizerischen Eisenbahnen 1847–1966, Basilea-Stoccarda, Birkhäuser Verlag, 1967,  p. 400.
4. ↑   C 5/6 2978, su cffhistoric.ch. URL consultato il 10 gennaio 2022 (archiviato dall'url originale il 10 gennaio 2022).
5. ↑   SBB D3/3 3401 - 3416 (ex NOB), su pospichal.net. URL consultato l'11 gennaio 2022.
6. ↑   SBB D3/3 3421 - 3425 (ex JS), su pospichal.net. URL consultato l'11 gennaio 2022.
7. ↑  (DE) Alfred Moser, Der Dampfbetrieb der Schweizerischen Eisenbahnen 1847–1966, Basilea-Stoccarda, Birkhäuser Verlag, 1967,  p. 147.
8. ↑   SBB D3/3 3451 - 3483 (ex Gotthardbahn GB), su pospichal.net. URL consultato l'11 gennaio 2022.
9. ↑   SBB D4/4 4101 - 4136, su pospichal.net. URL consultato l'11 gennaio 2022.
10. ↑   Eb 3/5 5819, su cffhistoric.ch. URL consultato il 10 gennaio 2022 (archiviato dall'url originale il 10 gennaio 2022).
11. ↑   Ed 2x2/2 196 Mallet, su cffhistoric.ch. URL consultato il 10 gennaio 2022 (archiviato dall'url originale il 10 gennaio 2022).
12. ↑  (DE) Alfred Moser, Der Dampfbetrieb der Schweizerischen Eisenbahnen 1847–1966, Basilea-Stoccarda, Birkhäuser Verlag, 1967,  p. 404.
13. ↑  (DE) Alfred Moser, Der Dampfbetrieb der Schweizerischen Eisenbahnen 1847–1966, Basilea-Stoccarda, Birkhäuser Verlag, 1967,  pp. 399-400.
14. ↑  (NO) Database over rullende jernbanemateriell brukt i Norge, su Norsk Jerbaneklubb. URL consultato il 3 gennaio 2014.
15. ↑  (DE) Alfred Moser, Der Dampfbetrieb der Schweizerischen Eisenbahnen 1847–1966, Basilea-Stoccarda, Birkhäuser Verlag, 1967,  p. 403.
16. ↑   Dampflokomotive E 3/3 1 «s Eis» (PDF), su oebb.ch. URL consultato l'11 gennaio 2022.
17. ↑  (DE) Alfred Moser, Der Dampfbetrieb der Schweizerischen Eisenbahnen 1847–1966, Basilea-Stoccarda, Birkhäuser Verlag, 1967,  p. 288.
18. ↑   CZm 1/2 31, su cffhistoric.ch. URL consultato il 10 gennaio 2022 (archiviato dall'url originale il 10 gennaio 2022).
19. ↑   Ae 3/5 10217, su cffhistoric.ch. URL consultato il 4 gennaio 2022 (archiviato dall'url originale il 4 gennaio 2022).
20. 1 2 3   Présentation de notre collection, su swisstrain.eu. URL consultato il 4 gennaio 2022.
21. ↑   Ae 3/6 I 10664, su cffhistoric.ch. URL consultato il 4 gennaio 2022 (archiviato dall'url originale il 4 gennaio 2022).
22. ↑   Depot Brugg, su bahnpark-brugg.ch. URL consultato il 4 gennaio 2022.
23. ↑   Ae 3/6 I 10700, su cffhistoric.ch. URL consultato il 4 gennaio 2022 (archiviato dall'url originale il 4 gennaio 2022).
24. ↑   Ae 3/6 II 10439, su cffhistoric.ch. URL consultato il 4 gennaio 2022 (archiviato dall'url originale il 4 gennaio 2022).
25. ↑   Ae 3/6 III 10264, su cffhistoric.ch. URL consultato il 4 gennaio 2022 (archiviato dall'url originale il 4 gennaio 2022).
26. ↑   Ae 4/7 10905, su cffhistoric.ch. URL consultato il 4 gennaio 2022 (archiviato dall'url originale il 4 gennaio 2022).
27. ↑   Ae 4/7 10976, su cffhistoric.ch. URL consultato il 4 gennaio 2022 (archiviato dall'url originale il 4 gennaio 2022).
28. ↑   Elektrolok Ae 4/7 11026, su mikado1244.ch. URL consultato il 4 gennaio 2022.
29. ↑   Ae 6/6 11402 «Uri», su cffhistoric.ch. URL consultato il 4 gennaio 2022 (archiviato dall'url originale il 4 gennaio 2022).
30. ↑   Elektrolok Ae 6/6 11407 «Aargau», su mikado1244.ch. URL consultato il 4 gennaio 2022.
31. ↑   Ae 6/6 11411 «Zug», su cffhistoric.ch. URL consultato il 4 gennaio 2022 (archiviato dall'url originale il 4 gennaio 2022).
32. ↑   Ae 8/14 11801, su cffhistoric.ch. URL consultato il 4 gennaio 2022 (archiviato dall'url originale il 4 gennaio 2022).
33. ↑   Be 4/6 12320, su cffhistoric.ch. URL consultato il 4 gennaio 2022 (archiviato dall'url originale il 4 gennaio 2022).
34. ↑   Be 4/6 12332 Rehbock, su historic-erstfeld.ch. URL consultato il 4 gennaio 2022 (archiviato dall'url originale il 4 gennaio 2022).
35. ↑   Be 4/7 12504, su cffhistoric.ch. URL consultato il 4 gennaio 2022 (archiviato dall'url originale il 4 gennaio 2022).
36. ↑   Be 6/8 III 13302, su cffhistoric.ch. URL consultato il 4 gennaio 2022 (archiviato dall'url originale il 4 gennaio 2022).
37. ↑   Ce 6/8 III 14305, su cffhistoric.ch. URL consultato il 4 gennaio 2022 (archiviato dall'url originale il 4 gennaio 2022).
38. ↑   De 6/6 15301 „Seetalkrokodil“, su historische-seethalbahn.ch. URL consultato il 4 gennaio 2022.
39. ↑   Re 4/4 I 10001, su cffhistoric.ch. URL consultato il 4 gennaio 2022 (archiviato dall'url originale il 4 gennaio 2022).
40. ↑   Re 4/4 I 10044, su cffhistoric.ch. URL consultato il 4 gennaio 2022 (archiviato dall'url originale il 4 gennaio 2022).
41. ↑   Il treno Doppia freccia rossa «Churchill», su sbb.ch. URL consultato il 12 gennaio 2022.
42. ↑   RAe TEE 1053, su cffhistoric.ch. URL consultato il 10 gennaio 2022 (archiviato dall'url originale il 10 gennaio 2022).
43. ↑   BDe 4/4 1643, su cffhistoric.ch. URL consultato il 10 gennaio 2022 (archiviato dall'url originale il 10 gennaio 2022).
44. ↑   BDe 2/4 1646, su cffhistoric.ch. URL consultato il 10 gennaio 2022 (archiviato dall'url originale il 10 gennaio 2022).
45. ↑   De 4/4 1679 [collegamento interrotto], su cffhistoric.ch. URL consultato il 10 gennaio 2022.
46. ↑   RAe 2/4 1001, su cffhistoric.ch. URL consultato il 10 gennaio 2022 (archiviato dall'url originale il 10 gennaio 2022).
47. ↑   Triebwagen - RBe 4/4 1405, su dsf-koblenz.ch. URL consultato il 28 agosto 2023.
48. ↑   Triebwagen - RBe 540 074-2, su dsf-koblenz.ch. URL consultato il 28 agosto 2023.
49. ↑   Fahrzeugportrait MaK 1000878, su loks-aus-kiel.de. URL consultato l'11 gennaio 2022.
50. ↑   Fahrzeugportrait MaK 1000879, su loks-aus-kiel.de. URL consultato l'11 gennaio 2022.
51. ↑   Prima H3 & Prima H4: Shunting with an eco-friendly attitude, su alstom.com. URL consultato il 12 gennaio 2022.
52. ↑   Su il sipario per la nuova locomotiva di manovra e di linea Aem 940., in FFS News, Berna, 15 ottobre 2018. URL consultato il 12 gennaio 2022.
53. ↑   Aem 940: un elefante a quattro assi, in FFS News, Berna, 18 luglio 2019. URL consultato il 12 gennaio 2022 (archiviato dall'url originale il 20 settembre 2020).
54. ↑   ROGER 1000, su mermecgroup.com. URL consultato il 3 gennaio 2022.
55. ↑   SLM 4371, su rangierdiesel.de. URL consultato il 4 gennaio 2022.
56. ↑   SLM 4385, su rangierdiesel.de. URL consultato il 4 gennaio 2022.
57. ↑   SLM 4395, su rangierdiesel.de. URL consultato il 4 gennaio 2022.
58. ↑   Diesellok - Em 3/3 18822, su dsf-koblenz.ch. URL consultato il 28 agosto 2023.
59. ↑   Rangierlok - Ee 3/3 16515, su dsf-koblenz.ch. URL consultato il 28 agosto 2023.
60. ↑  (DE) Windhoff liefert 35 Baudiensttraktoren an die SBB, su windhoff.de. URL consultato l'11 gennaio 2022.